# Neobertiera
Neobertiera – rodzaj roślin okrytonasiennych z rodziny marzanowatych. Przedstawiciele rodzaju są gatunkami endemicznymi w Gujanie.
Do rodzaju Neobertiera zaliczane są cztery gatunki:
- Neobertiera glomerata Delprete	Phytotaxa 206(1): 124–126, figs. 2–4
- Neobertiera gracilis Wernham J. Bot. 55: 169
- Neobertiera micrantha Delprete	Phytotaxa 206(1): 124–126, figs. 1, 2
- Neobertiera pakaraimensis Delprete Phytotaxa 206(1): 124–126, figs. 2, 5